# Hindenburgbrücke
| Lageskizze von 1925 |                      |                                                    |                                                    |
| Streckennummer (DB): | 3514                 |                                                    |                                                    |
| Streckenlänge: | 6,7 km               |                                                    |                                                    |
| Spurweite: | 1435 mm (Normalspur) |                                                    |                                                    |
| |                      |                                                    |                                                    |
| \| \| \| Rechte Rheinstrecke von Wiesbaden \| \| \| \| 61,30 \| Geisenheim \| Geisenheim \| \| \| ~62,7 \| Ühst Kellersgrube \| Ühst Kellersgrube \| \| \| 62,8–63,7 \| \| \| \| \| 63,47 \| Bk Floß \| Bk Floß \| \| \| 65,33 \| Rüdesheim \| Rüdesheim \| \| \| \| Rechte Rheinstrecke nach Koblenz \| \| \| \| \| Bk Hindenburgbrücke \| \| \| \| 1,345 \| Hindenburgbrücke, Rhein \| Hindenburgbrücke, Rhein \| \| \| \| Linke Rheinstrecke von Mainz \| \| \| \| 9,36 \| Gau-Algesheim \| Gau-Algesheim \| \| \| 3,82 \| (siehe Linke Rheinstrecke) \| (siehe Linke Rheinstrecke) \| \| \| 60,55 \| nach Büdesheim-Dromersheim \| nach Büdesheim-Dromersheim \| \| \| ~3,07 \| Bk Rochusberg \| Bk Rochusberg \| \| \| \| Zweigstrecke 3513 nach Ockenheim \| \| \| \| \| nach Ockenheim \| \| \| \| 152,410 \| Nahe \| Nahe \| \| \| \| (siehe Nahetalbahn) \| \| \| \| ~6,7 \| Bk Sarmsheim \| Bk Sarmsheim \| \| \| 152,0 \| Bingen Hbf \| Bingen Hbf \| \| \| \| Linke Rheinstrecke nach Koblenz \| \| \| \| \| Laubenheim (Nahe) \| \| \| \| \| (siehe Nahetalbahn) \| \| \| \| \| Nahe \| \| \| \| \| (siehe Gau Algesheim–Bad Kreuznach) \| \| \| \| 51,5 \| Bad Kreuznach (Keilbahnhof) \| Bad Kreuznach (Keilbahnhof) \| \| \| \| Nahe \| \| \| \| 55,5 \| Bad Münster am Stein \| Bad Münster am Stein \| \| \| \| Alsenztalbahn nach Hochspeyer \| \| \| \| \| Nahetalbahn nach Saarbrücken \| \| \| \| \| \| \| \| \| \| ehem. Glantalbahn nach Homburg (strategische Bahn) \| \| \| \| \| \| \| \| Quellen: [1] \| \| \| \| |                      |                                                    |                                                    |
| Strecke von links |                      | Rechte Rheinstrecke von Wiesbaden                  | Rechte Rheinstrecke von Wiesbaden                  |
| Bahnhof | 61,30                | Geisenheim                                         | Geisenheim                                         |
| ehemalige Blockstelle | ~62,7                | Ühst Kellersgrube                                  | Ühst Kellersgrube                                  |
| Abzweig geradeaus, ehemals nach links und ehemals von links · Strecke von rechts (außer Betrieb) | 62,8–63,7            |                                                    |                                                    |
| ehemalige Blockstelle · Strecke (außer Betrieb) | 63,47                | Bk Floß                                            | Bk Floß                                            |
| Bahnhof · Strecke (außer Betrieb) | 65,33                | Rüdesheim                                          | Rüdesheim                                          |
| Strecke nach rechts · Strecke (außer Betrieb) |                      | Rechte Rheinstrecke nach Koblenz                   | Rechte Rheinstrecke nach Koblenz                   |
| Blockstelle (Strecke außer Betrieb) |                      | Bk Hindenburgbrücke                                | Bk Hindenburgbrücke                                |
| Brücke über Wasserlauf (Strecke außer Betrieb) | 1,345                | Hindenburgbrücke, Rhein                            | Hindenburgbrücke, Rhein                            |
| Strecke (außer Betrieb) · Strecke von links |                      | Linke Rheinstrecke von Mainz                       | Linke Rheinstrecke von Mainz                       |
| Strecke (außer Betrieb) · Bahnhof | 9,36                 | Gau-Algesheim                                      | Gau-Algesheim                                      |
| Strecke von links · Kreuzung geradeaus oben (Strecke geradeaus außer Betrieb) · Strecke nach rechts | 3,82                 | (siehe Linke Rheinstrecke)                         | (siehe Linke Rheinstrecke)                         |
| Abzweig geradeaus und von links · Kreuzung geradeaus oben (Strecke geradeaus außer Betrieb) · Strecke von rechts | 60,55                | nach Büdesheim-Dromersheim                         | nach Büdesheim-Dromersheim                         |
| Strecke · Blockstelle (Strecke außer Betrieb) · Strecke | ~3,07                | Bk Rochusberg                                      | Bk Rochusberg                                      |
| Strecke · Abzweig geradeaus und nach links (Strecke außer Betrieb) · Kreuzung geradeaus unten (Querstrecke außer Betrieb) |                      | Zweigstrecke 3513 nach Ockenheim                   | Zweigstrecke 3513 nach Ockenheim                   |
| Strecke · Strecke (außer Betrieb) · Abzweig geradeaus und von links |                      | nach Ockenheim                                     | nach Ockenheim                                     |
| Grenze auf Brücke über Wasserlauf · Grenze auf Brücke über Wasserlauf (Strecke außer Betrieb) | 152,410              | Nahe                                               | Nahe                                               |
| Abzweig geradeaus und von links · Abzweig ehemals geradeaus und von rechts |                      | (siehe Nahetalbahn)                                | (siehe Nahetalbahn)                                |
| Strecke · ehemalige Blockstelle | ~6,7                 | Bk Sarmsheim                                       | Bk Sarmsheim                                       |
| Bahnhof · Strecke | 152,0                | Bingen Hbf                                         | Bingen Hbf                                         |
| Strecke nach rechts · Strecke |                      | Linke Rheinstrecke nach Koblenz                    | Linke Rheinstrecke nach Koblenz                    |
| Haltepunkt / Haltestelle |                      | Laubenheim (Nahe)                                  | Laubenheim (Nahe)                                  |
| |                      | (siehe Nahetalbahn)                                |                                                    |
| Brücke über Wasserlauf |                      | Nahe                                               | Nahe                                               |
| Abzweig geradeaus und von links |                      | (siehe Gau Algesheim–Bad Kreuznach)                | (siehe Gau Algesheim–Bad Kreuznach)                |
| Bahnhof | 51,5                 | Bad Kreuznach (Keilbahnhof)                        | Bad Kreuznach (Keilbahnhof)                        |
| Brücke über Wasserlauf |                      | Nahe                                               | Nahe                                               |
| Bahnhof | 55,5                 | Bad Münster am Stein                               | Bad Münster am Stein                               |
| Abzweig geradeaus und nach links |                      | Alsenztalbahn nach Hochspeyer                      | Alsenztalbahn nach Hochspeyer                      |
| Abzweig ehemals geradeaus und nach rechts |                      | Nahetalbahn nach Saarbrücken                       | Nahetalbahn nach Saarbrücken                       |
| |                      |                                                    |                                                    |
| Strecke (außer Betrieb) |                      | ehem. Glantalbahn nach Homburg (strategische Bahn) | ehem. Glantalbahn nach Homburg (strategische Bahn) |
| |                      |                                                    |                                                    |
| Quellen: |                      |                                                    |                                                    |

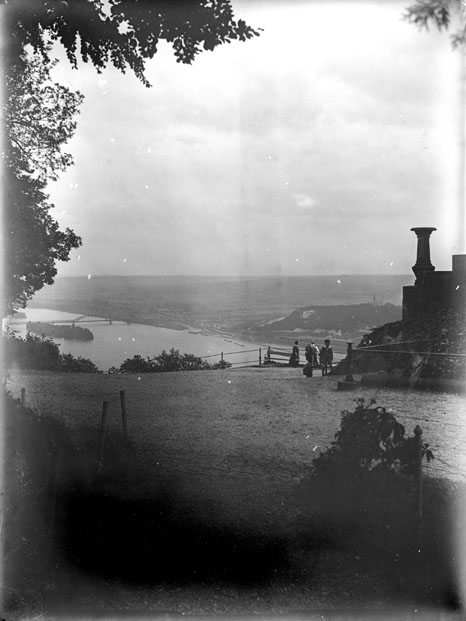
Hindenburgbrücke, Blick vom Niederwalddenkmal. Zeitpunkt unbekannt.

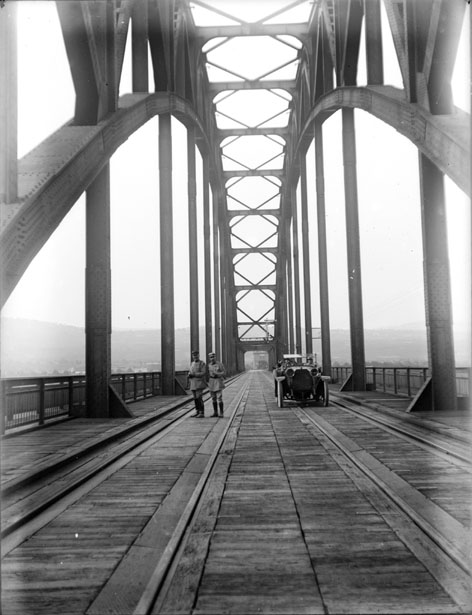
Die Brücke in den 1920er Jahren

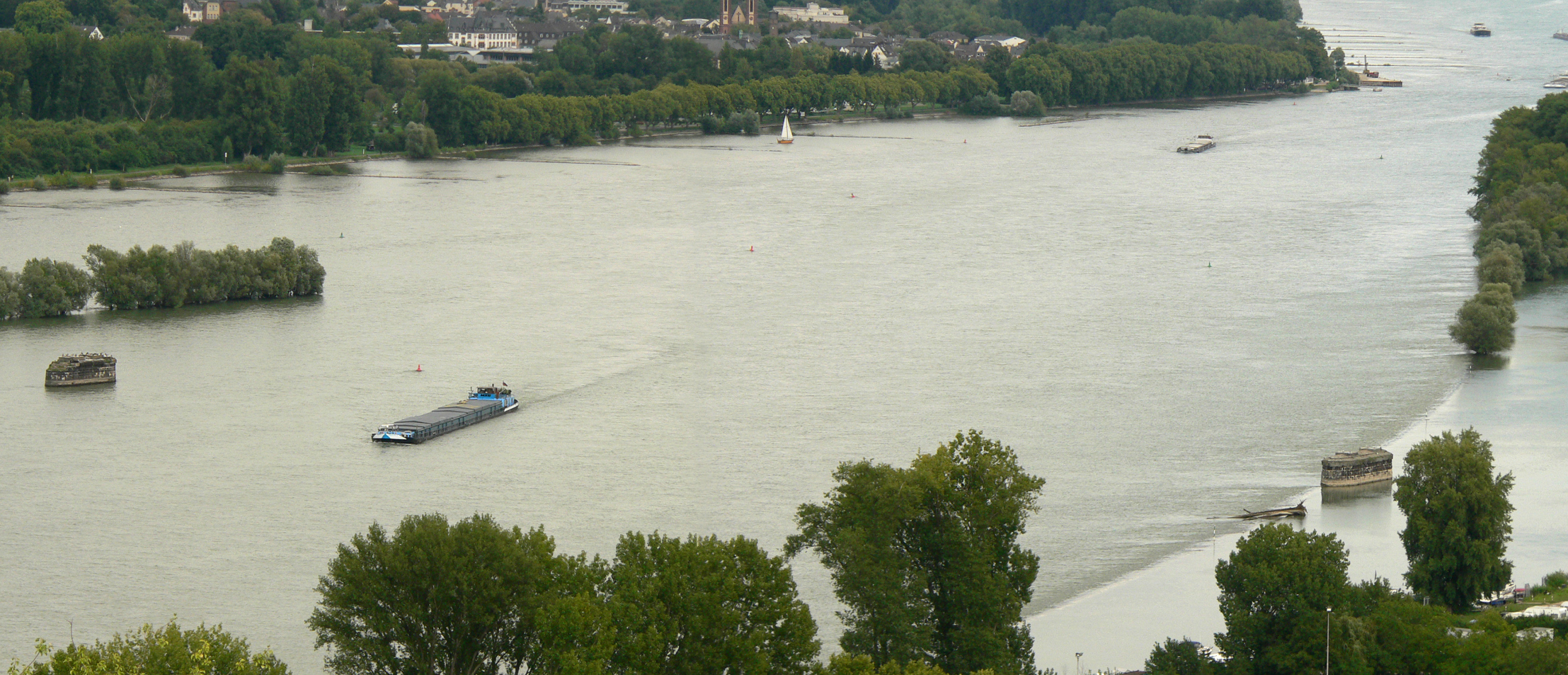
Zwei Basaltpfeiler der Hindenburgbrücke im Rhein, links die Rüdesheimer Aue, rechts die Ilmenaue

Die Hindenburgbrücke war eine Eisenbahnbrücke über den Rhein zwischen Rüdesheim am Rhein und Bingen-Kempten, ab 1918 nach dem Generalfeldmarschall und späteren Reichspräsidenten Paul von Hindenburg benannt. Die am 1. September 1915 in Betrieb genommene Brücke wurde im Zweiten Weltkrieg zerstört und danach nicht wiederaufgebaut.
Seit 2002 bilden die Überreste der Hindenburgbrücke den östlichsten Punkt des UNESCO-Welterbes Oberes Mittelrheintal.

## Vorläufer
Vorläufer war ein ab November 1861 verkehrendes Trajekt Bingerbrück–Rüdesheim, das eine erste Verbindung zwischen der Nassauischen Rheinbahn und der Rhein-Nahe-Eisenbahn-Gesellschaft herstellte. Dadurch wurde eine Eisenbahnverbindung zwischen dem Rhein-Main-Gebiet und dem Saargebiet geschaffen, die vor allem der Saarkohle ein neues Absatzgebiet erschloss. Das Trajekt wurde ab 1900 noch als Personenfähre der Preußischen Staatseisenbahn und der Deutschen Reichsbahn bis 1932 betrieben.

## Planung und Baubeginn
Der preußische Minister der öffentlichen Arbeiten Karl von Thielen sprach sich im Jahr 1900 im Preußischen Abgeordnetenhaus für die Errichtung einer Rheinbrücke bei Bingen aus. Nach Untersuchungen der Preußischen Staatsbahnen war der zunächst favorisierte Standort bei Bingerbrück wegen der Strömungsverhältnisse in der Nähe des Binger Lochs nicht realisierbar. Deshalb wurde für die Brücke ein Standort flussaufwärts an der Rheininsel Rüdesheimer Aue bei Rheinkilometer 525,26 gewählt, um den hier 900 Meter breiten Strom zu queren. Debatten über den Bau einer Eisenbahnbrücke, einer Straßenbrücke oder einer kombinierten Brücke zogen sich über ein Jahrzehnt hin; im März 1913 bewilligte der Reichstag Gelder für den Bau der Eisenbahnbrücke. Hierbei waren militärische Belange ausschlaggebend. Die neue Rheinbrücke sollte als strategische Bahn die Verbindung von rechter Rheinstrecke zur Nahetalbahn und Glantalbahn sicherstellen und somit einen weiteren deutschen Aufmarschweg zur französischen Grenze schaffen. Das Deutsche Reich übernahm 75 % der Kosten für Brücke und Zufahrtsstrecken, der Rest war von den beteiligten Ländern Preußen und Hessen zu tragen. Nicht bezuschusst wurde die Verbindungskurve von der Brücke Richtung Geisenheim und weiter nach Wiesbaden, da die Militärtransporte offenbar dem Rhein flussabwärts folgen und dann ab Oberlahnstein die Lahntalbahn benutzen sollten. Ähnliche, überwiegend aus militärischen Gründen gebaute Eisenbahn-Rheinbrücken waren die Kronprinzenbrücke bei Urmitz und die Ludendorff-Brücke bei Remagen.
Die Bauarbeiten für die Hindenburgbrücke begannen im Juni 1913, unter dem 8. November 1913 teilte die Königlich Preußische und Großherzoglich Hessische Eisenbahndirektion Mainz mit, dass dafür in Bingen ein Baubüro eröffnet worden sei, und am 16. August 1915 wurde die Brücke eröffnet. Zu Baubeginn waren zahlreiche ausländische Hilfsarbeiter, mehrheitlich Italiener, beschäftigt. Nach kurzer Unterbrechung der Bauarbeiten bei Beginn des Ersten Weltkrieges wurden die Arbeiten unter Einsatz russischer Kriegsgefangener fortgeführt.

## Ausführung
Die Brücke überquerte den Rhein auf einer Gesamtlänge von 1175 Metern. Sie bestand im Vorland aus zwei Gewölbereihenbrücken und im Strombereich aus einer 741 Meter langen Stahlbrücke. Diese setzte sich aus zwei Bogenbrückenkonstruktionen und fünf Parallelfachwerkträgern mit jeweils untenliegender Fahrbahn zusammen. Die Bogenträger mit Zugband hatten mit je 169,4 Metern eine für die damalige Zeit ungewöhnlich große Spannweite, die Fachwerkträger hatten Spannweiten von einmal 94,2 Meter und viermal 77,0 Meter. Die 11.608 Tonnen schweren eisernen Überbauten kosteten rund 3,5 Millionen Mark. Sie wurden durch eine Arbeitsgemeinschaft der Unternehmen MAN-Werk Gustavsburg und Gutehoffnungshütte errichtet. Die zweigleisige Brücke war insgesamt 12 Meter breit, davon 7 Meter für die Gleisanlagen. An beiden Seiten befand sich ein Fußweg.
Zusammen mit der Brücke wurden insgesamt 11 Kilometer lange Anschlussstrecken jeweils als zweigleisige Hauptbahnen erbaut. Im Norden schlossen zwei Verbindungskurven die Brücke an die rechte Rheinstrecke an. Linksrheinisch führte eine Strecke südlich des heutigen Binger Stadtteils Büdesheim nach Münster-Sarmsheim an der Strecke Bingerbrück–Bad Kreuznach. Eine weitere Verbindungskurve schloss die Strecke Mainz–Bad Kreuznach im Bahnhof Ockenheim an. Die rechtsrheinischen Zufahrtsstrecken wurden dem Betriebsamt Oberlahnstein, die linksrheinischen dem Betriebsamt (Bad) Kreuznach zugeteilt. Zum endgültigen Abschluss der Arbeiten, als auch alle Zufahrtsstrecken fertiggestellt waren, verliehen Kaiser Wilhelm II. und Großherzog Ernst Ludwig von Hessen den führend am Bau Beteiligten diverse Orden.
Während des Zweiten Weltkrieges wurde 1944 eine weitere Verbindungskurve als eingleisige Nebenbahn vom Bahnhof Ockenheim direkt zur linken Rheinstrecke Richtung Bingen gebaut. Diese Verbindungskurve konnte auch nach der Zerstörung der Brücke noch genutzt werden.

## Betrieb
Im Ersten Weltkrieg diente die Brücke fast ausschließlich dem Nachschub der deutschen Truppen an der Westfront. Spätestens im Juni 1918 verlieh Kaiser Wilhelm II. der Brücke ihre Bezeichnung, Hindenburg-Brücke. Die Blockstelle Rheinbrücke, die die Brücke einschloss, wurde im Oktober 1918 in Blockstelle Hindenburgbrücke umbenannt.
Nach Kriegsende wurde das linksrheinische Gebiet sowie der Brückenkopf um Wiesbaden von französischen Truppen besetzt. Die Besatzungsmacht beschlagnahmte die Brücke und baute sie so um, dass auch Fuhrwerke und Kraftwagen passieren konnten. Zusätzlich verkehrten Militärzüge und ab Ende 1919 nachts in geringem Umfang auch zivile Güterzüge. Seit dem 8. Oktober 1920 war die Brücke tagsüber auch für den zivilen deutschen Straßenverkehr nutzbar. Das hohe Brückengeld führte zu jahrelangen Protesten der örtlichen Wirtschaft. Anfangs betrug es zwischen 30 Mark für ein Kraftfahrzeug und 2 Mark für ein Motorrad oder einen Handwagen.
Nach dem Ende des Regiebetriebs nahm die Deutsche Reichsbahn-Gesellschaft (DRG) spätestens 1925 den Personenzugverkehr über die Brücke auf. Die Nutzung der Züge über die Brücke war aber so gering, dass die Reichsbahndirektion Mainz ihr Personal anwies, Reisende verstärkt auf diese Verbindung hinzuweisen. Fahrkarten, die über eine Verbindung mit der Rheinfähre Bingen–Rüdesheim ausgestellt waren, galten auch zur Fahrt mit der Eisenbahn über die Hindenburgbrücke. 1931 erhielt der Bahnhof Ockenheim eine 24-Stunden-Besetzung, so dass Züge aus Richtung Mainz jederzeit auf die Brücke fahren konnten. Der Mainzer Hilfszug konnte so nun auch auf der rechten Rheinstrecke eingesetzt werden. Im Sommerfahrplan 1938 verkehrten werktags elf und an Sonntagen 15 Personenzüge, überwiegend in der Relation Wiesbaden – Bad Münster am Stein. Die Freigabe der Brücke für den Straßenverkehr war im August 1930 unter örtlichen Protesten widerrufen worden, da die DRG die Sicherheit des Schienenverkehrs gefährdet sah. Den Straßenverkehr zwischen beiden Rheinufern musste fortan die neu eingerichtete Rheinfähre Bingen–Rüdesheim übernehmen. Im Zweiten Weltkrieg wurde die Brücke zur Entlastung von Teilen der beiden Rheinstrecken genutzt.
Die Blockstelle Hindenburgbrücke unterstand zunächst der Bahnmeisterei und war ab dem 1. April 1933 dem Bahnhof Langenlonsheim zugeordnet.
Noch am 19. Juni 1944 wurde die Verbindungskurve von der Blockstelle Wasserwerk an der linken Rheinstrecke zum Bahnhof Ockenheim „vorläufig“ in Betrieb genommen. Sie war nur mit 30 km/h befahrbar und ermöglichte es Zügen aus Richtung Bingen in einer 270°-Fahrt auf die Hindenburgbrücke aufzufahren.

## Zerstörung

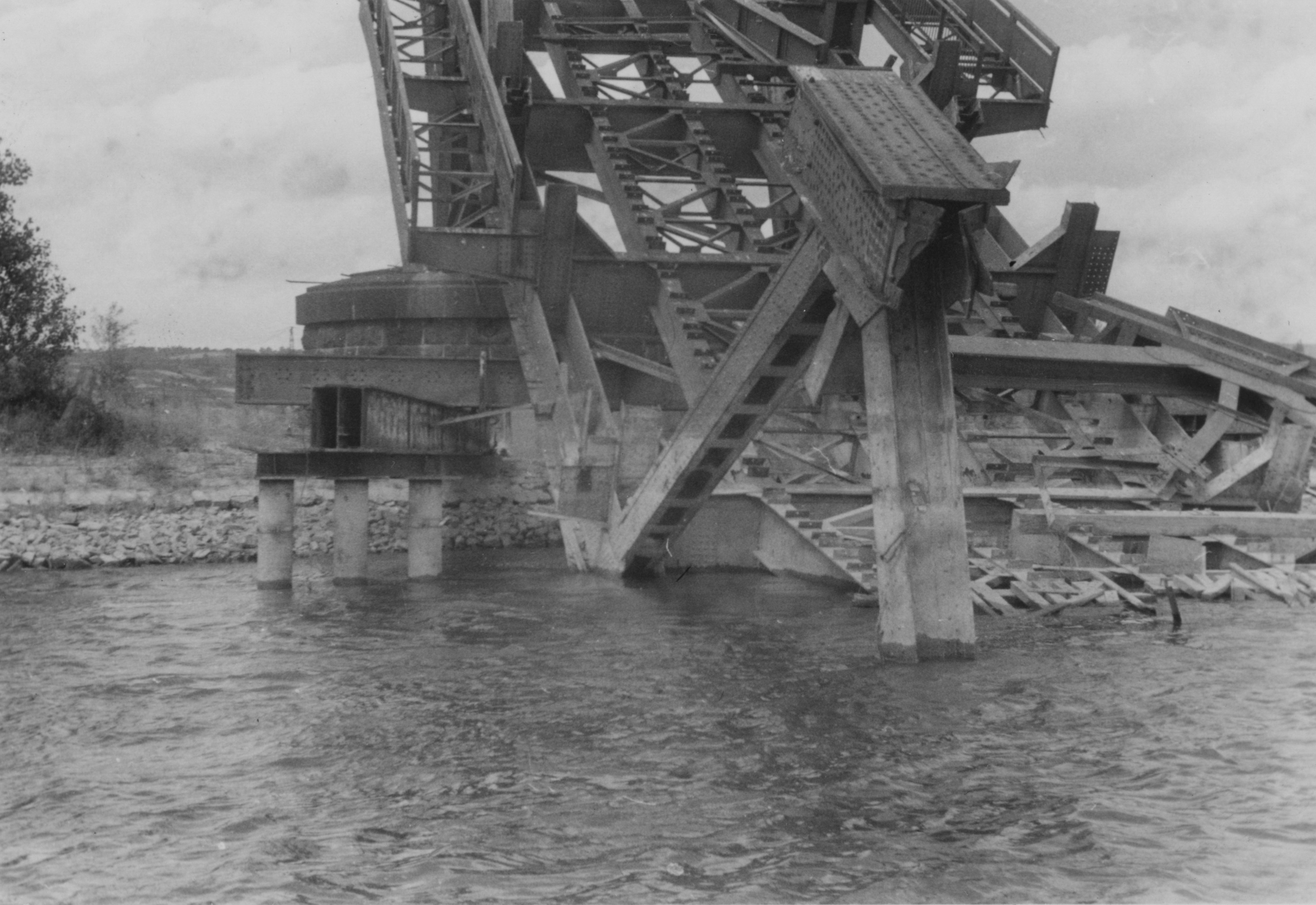
Demontage der zerstörten Brücke 1949

Ab August 1942 war die Brücke mehrfach das Ziel von Luftangriffen. Am 13. Januar 1945 wurde dabei die Vorbrücke zerstört. Die endgültige Zerstörung der Hindenburgbrücke erfolgte um den 15. März 1945 durch Pioniere der Wehrmacht, die damit das Vorrücken der amerikanischen Streitkräfte behindern wollten.
Im Sommer 1945 wurden die Trümmer der Brücke aus der Hauptschifffahrtsrinne des Rheins geräumt; 1948 wurden die zerstörten Überbauten aus dem Fluss geborgen und am Ufer zerlegt. Ein Wiederaufbau der Brücke wurde bis in die 1950er Jahre diskutiert. Seitens der Deutschen Bundesbahn (DB) bestand mit dem Wiederaufbau der Kaiserbrücke in Mainz ab 1954 kein Interesse an einer weiteren Rheinbrücke. Besprechungen zwischen der DB und der Stadt Bingen blieben 1958 ergebnislos, da der Brücke keine militärische Bedeutung beigemessen und das mögliche Verkehrsaufkommen für zu gering erachtet wurde. 1967 wurde ein Pfeiler der Brücke gesprengt, da er die Rheinschifffahrt behinderte; 1970 erfolgte der Abbruch der Widerlager aus Gründen der Verkehrssicherheit.

## Gegenwart

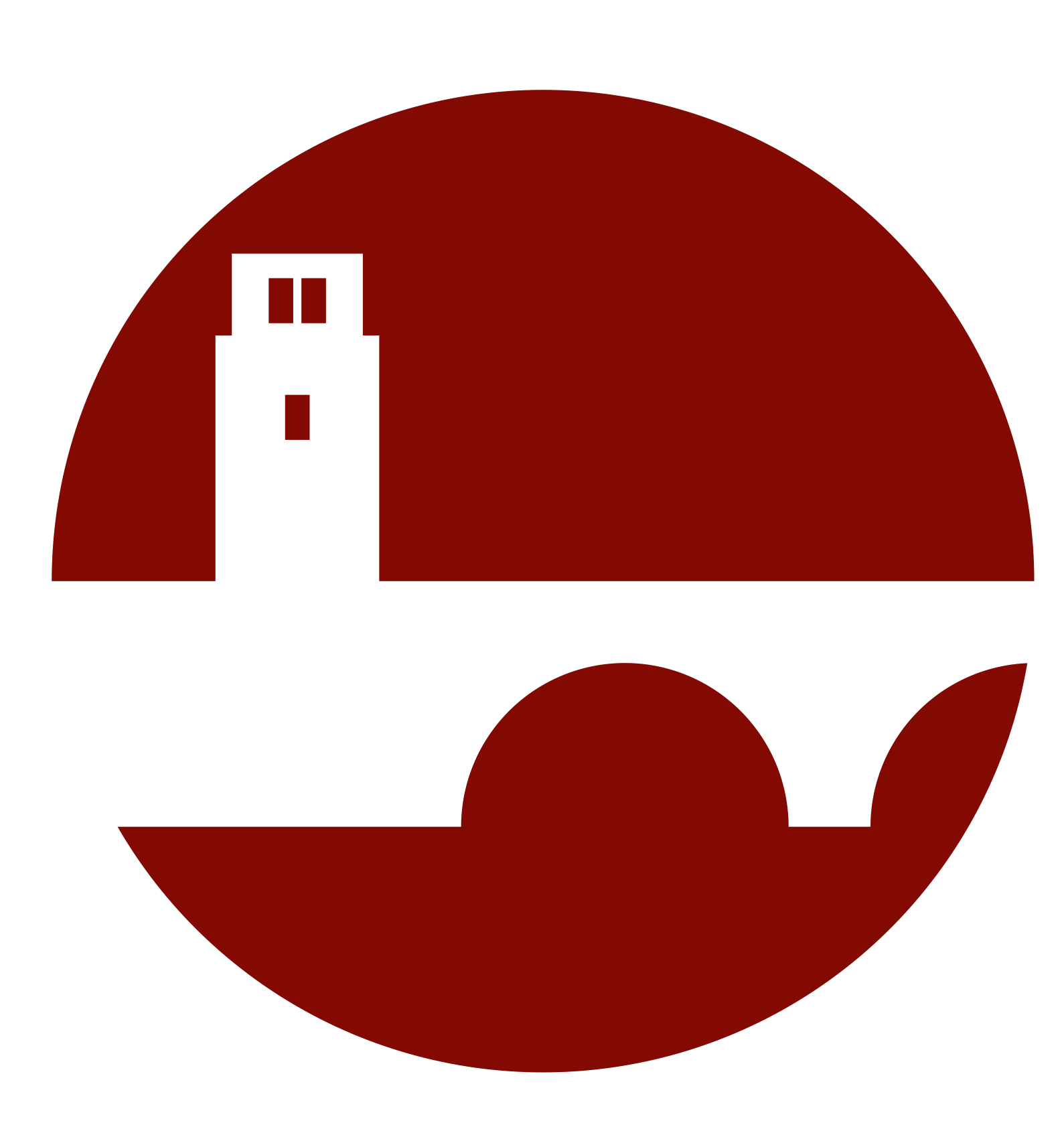
Piktogramm Hindenburgbrücke

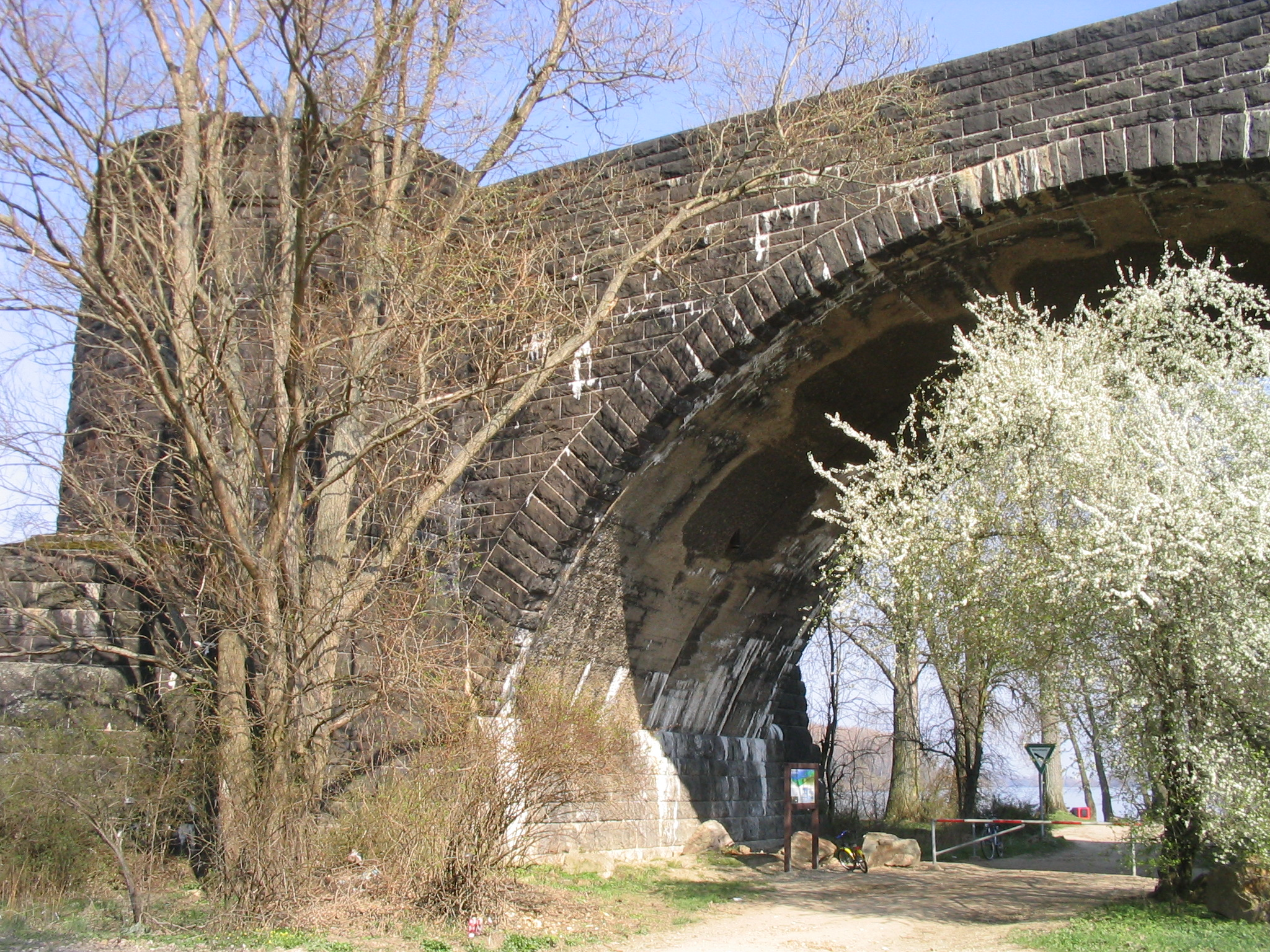
Ruine der Hindenburgbrücke

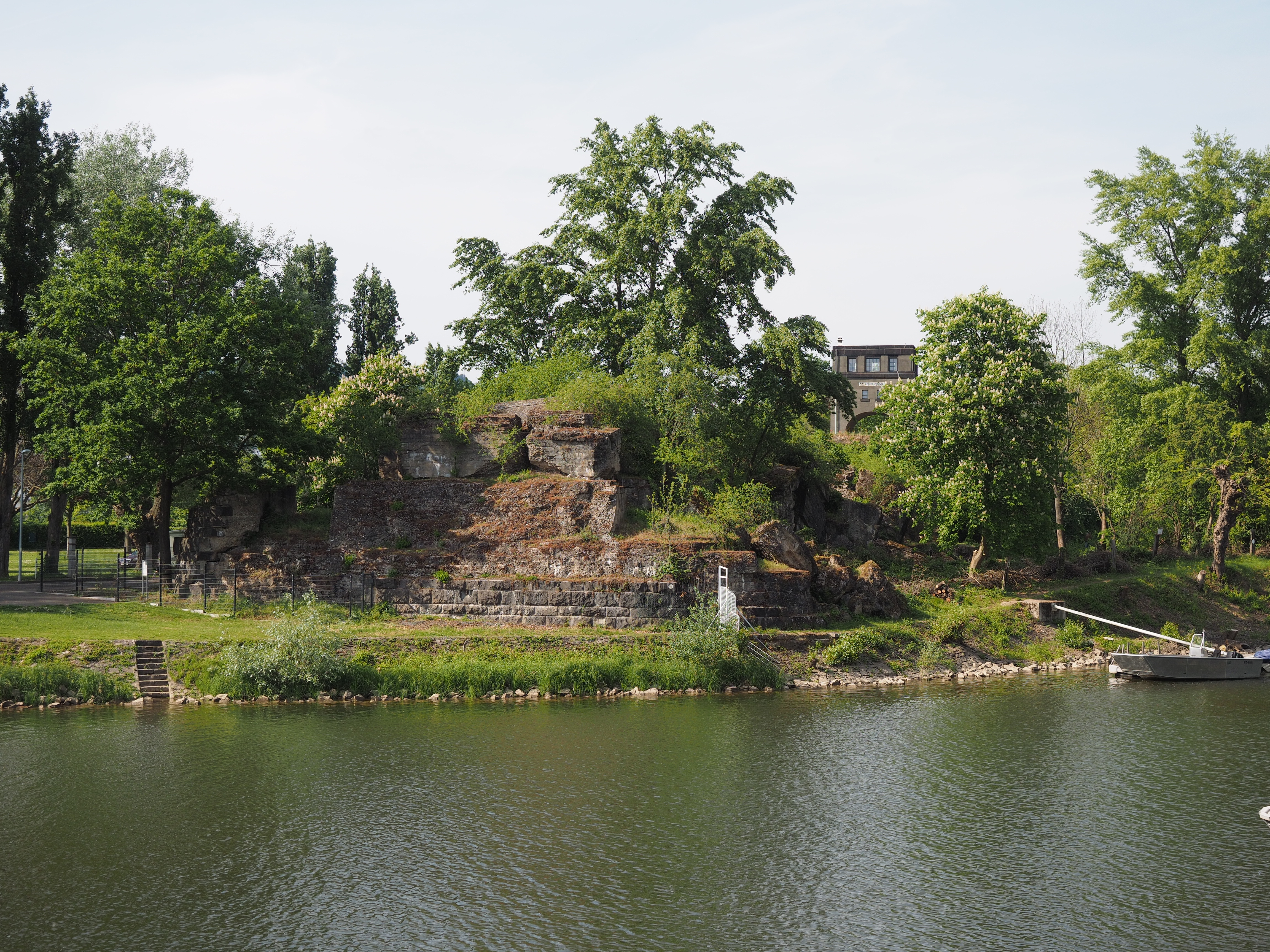
Reste der Hindenburgbrücke bei Rüdesheim

Von der Vegetation überwucherte Reste der Vorbrücken finden sich auf beiden Seiten des Rheins, insbesondere auf der linksrheinischen Seite. Auch Teile der Bahndämme sind noch vorhanden. Die Bundesstraße 42 führt am östlichen Ortsausgang von Rüdesheim am Rhein in einem der erhaltenen Unterführungsbögen durch den Damm hindurch. Einige der Basaltpfeiler sind noch im Rhein zu sehen. Der noch erhaltene Brückentorso ist Teil der Route der Industriekultur Rhein-Main.
Seit Jahrzehnten wird immer wieder darüber diskutiert, die Rheinbrücke als Straßenbrücke neu zu errichten, jedoch ohne konkrete Ergebnisse. Eine im Mai 2021 veröffentlichte Machbarkeitsstudie kam zum Ergebnis, dass eine neue Brücke aufgrund der erheblichen Eingriffe in Natur und Umwelt nicht machbar sei. Trotzdem wird das Projekt von einigen Seiten weiterverfolgt, unter anderem vom Rheingau-Taunus-Kreis. Eine Bürgerinitiative fordert stattdessen eine reine Fuß- und Radbrücke, welche nach eigenen Aussagen mit deutlich geringen Eingriffen in die Natur verbunden wäre.